# Liisi Beckmann
Liisi Marjatta Beckmann, ogift Meronen , född 7 december 1924 i Kirvus i Viborgs län, död 9 augusti 2004 i Orimattila, var en finländsk formgivare och konstnär. Hon var bosatt i Italien i stora delar av sitt liv från 1950-talet. En av hennes mest firade framgångar var stolen Karelia som producerades av Zanotta från 1966.
Hon är representerad på Moderna museet i Stockholm och Designmuseet i Helsingfors.